# فيو (أين)
فيو (بالفرنسية: Vieu)‏ هي بلدية فرنسية تقع في إقليم الأين في فرنسا. رمز إنسي لها هو:1442. أما الرمز البريدي لها فهو: 1260. في 1 يناير عام 2019، دمجت في بلدية فالرومي سور سيران المستحدثة.